# Grab It for a Second
Grab It for a Second è un album in studio del gruppo musicale olandese Golden Earring, pubblicato nel 1978 dalla Polydor.

## Tracce
1. "Roxanne" - 3:39
2. "Leather" - 5:01
3. "Tempting" - 3:43
4. "U-Turn Time" - 3:25
5. "Movin' Down Life" - 3:31
6. "Against the Grain" - 4:35
7. "Grab It for A Second" - 4:10
8. "Cell-29" – 6:39

## Formazione

### Gruppo
- Barry Hay - voce
- George Kooymans -   chitarra
- Eelco Gelling - chitarra
- Rinus Gerritsen -  basso
- Cesar Zuiderwijk –-batteria